# Háromporzós látonya
A háromporzós látonya (Elatine triandra) a Malpighiales rendjébe, ezen belül az látonyafélék (Elatinaceae) családjába tartozó faj. Vízinövény.

## Előfordulása
A háromporzós látonya Eurázsia és Észak-Amerika mérsékelt övein található meg.

## Megjelenése

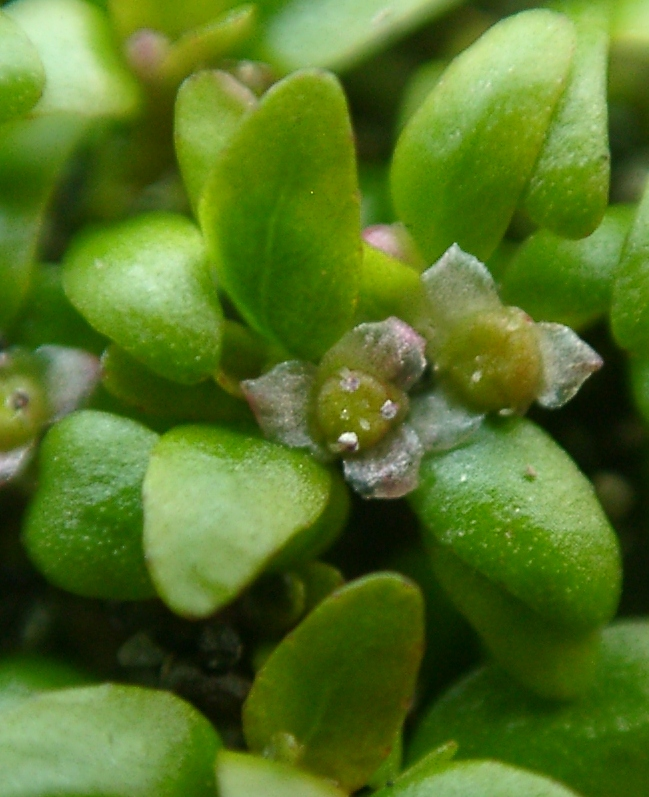
Virágos példány

A háromporzós látonya igen jelentéktelen egyéves növény, legfeljebb 5 centiméter hosszú, a földön kúszó szárral. A vízi alak hajtása elérheti a 18 centimétert. A levelek átellenesen állnak, tojásdad vagy hosszúkás lándzsa alakúak, vállukon rövid nyélbe keskenyednek. A 3-4 milliméteres virágok három tagúak, 3 porzóval, egyesével ülnek a levelek hónaljában. A szirmok tojás alakúak, piroslók vagy fehérek. A toktermés gömb alakú és három rekeszű.

## Életmódja
A háromporzós látonya élőhelye az iszapos vízpartok és a leengedett halastavak medre. Kizárólag mészben szegény, de tápanyagban gazdag, iszapos talajokon nő.